# 上鳥羽インターチェンジ
上鳥羽インターチェンジ（かみとばインターチェンジ）は、京都府京都市南区上鳥羽尻切町にある第二京阪道路（油小路線）のハーフインターチェンジ。

## 道路
- E89 第二京阪道路（油小路線）

## 料金所

### 入口
- ブース数：2
  - ETC専用：1
  - ETC•一般：1

なお、ETC•一般レーンの料金徴収は自動収受機である。

## 接続する道路
- 油小路通

## 周辺
- 近鉄上鳥羽口駅
- 京都拘置所
- 京都運輸支局
- 京阪バス洛南営業所
- ヤサカバス車庫
- らくなん進都

## 隣
E89 第二京阪道路（油小路線）
(8-03) 鴨川西IC/TB - (8-04) 上鳥羽IC - 京都南JCT（予定） - (8-06) 城南宮北IC
※当ICから山科方面へは行けない。